# Prieelvogels
De prieelvogels (Ptilonorhynchidae) zijn een familie van meestal felgekleurde zangvogels (Oscines). De familie is uitsluitend bekend uit Australië, Nieuw-Guinea en enkele kleinere eilanden. 

## Nestje en paren
De mannetjes van de prieelvogels maken uitgebreide, zorgvuldig ingerichte baltsplaatsen, waarop met takjes kleine priëlen worden gebouwd. Ze proberen door het aanleggen van kleurige verzamelingen van bessen, bloemetjes e.d. en baltsgedrag wijfjes te lokken om ermee te paren. Een prieel wordt in het Engels bower genoemd, en de vogelfamilie bowerbirds. De omvang van het prieel is gerelateerd aan de kleuren van het verenpak van het mannetje. Vooral fel gekleurde mannetjes trekken wijfjes aan door de veerkleuren, en maken een weinig ingewikkeld prieel. Mannetjes van soorten met weinig opvallende kleuren in het verenpak proberen het gebrek aan kleur te compenseren met de bouw van zeer ingewikkelde priëlen. Vaak vandaliseren de mannetjes elkaars prieel en stelen ze elkaars versieringen.
Er bestaan twee typen priëlen. De eenvoudige typen bestaan uit van takjes gemaakte halfopen tunneltjes, waar door baltsgedrag een vrouwtje doorheen gelokt wordt. Het wijfje geeft daarmee aan paringsbereid te zijn. Ingewikkelde priëlen lijken op stevig van takken gebouwde halfopen huisjes, waarin verzamelingen van kleurige objecten liggen, die een wijfje moeten lokken. Soms worden de steentjes zelfs geverfd met het sap van bessen. Het grootste en meest extreme prieel wordt gebouwd door de bruine tuiniervogel of vogelkop-prieelvogel (Amblyornis inornata) uit noordwestelijk Nieuw-Guinea. Deze soort stoffeert het prieel met mossen en legt daarop uitgebreide verzamelingen aan van bessen, kleurige bloemen, keverschilden en indien aanwezig kleurige producten van menselijk afval. De wijfjes trekken na de paring weg van het prieel en bouwen ergens zelf een nest. De mannetjes hebben geen broedzorg en laten de zorg voor de jongen aan de wijfjes over. Wijfjes zijn bruin en weinig opvallend.

## Taxonomie
Jarenlang werden de prieelvogels beschouwd als de naaste verwanten van de paradijsvogels. Paradijsvogels behoren echter tot de superfamilie Corvoidea (kraaiachtigen en verwanten). Plaatsing van de prieelvogels in de clade Corvida (dus zeker niet de superfamilie Corvoidea) is volgens moderne inzichten  omstreden, hoewel de prieelvogels (net als de paradijsvogels) wel behoren tot de  eigenlijke zangvogels (de Oscines).
De familie telt 8 geslachten en 28 soorten:
- Geslacht Ailuroedus (10 soorten katvogels)
- Geslacht Amblyornis (5 soorten tuiniervogels)
- Geslacht Archboldia (1 soort: Archbolds prieelvogel)
- Geslacht Chlamydera (5 soorten prieelvogels)
- Geslacht Prionodura (1 soort: meiboombouwer)
- Geslacht Ptilonorhynchus (1 soort: satijnblauwe prieelvogel)
- Geslacht Scenopoeetes (1 soort: bruine katvogel)
- Geslacht Sericulus (4 soorten prieelvogels)